# De hond van de Baskervilles

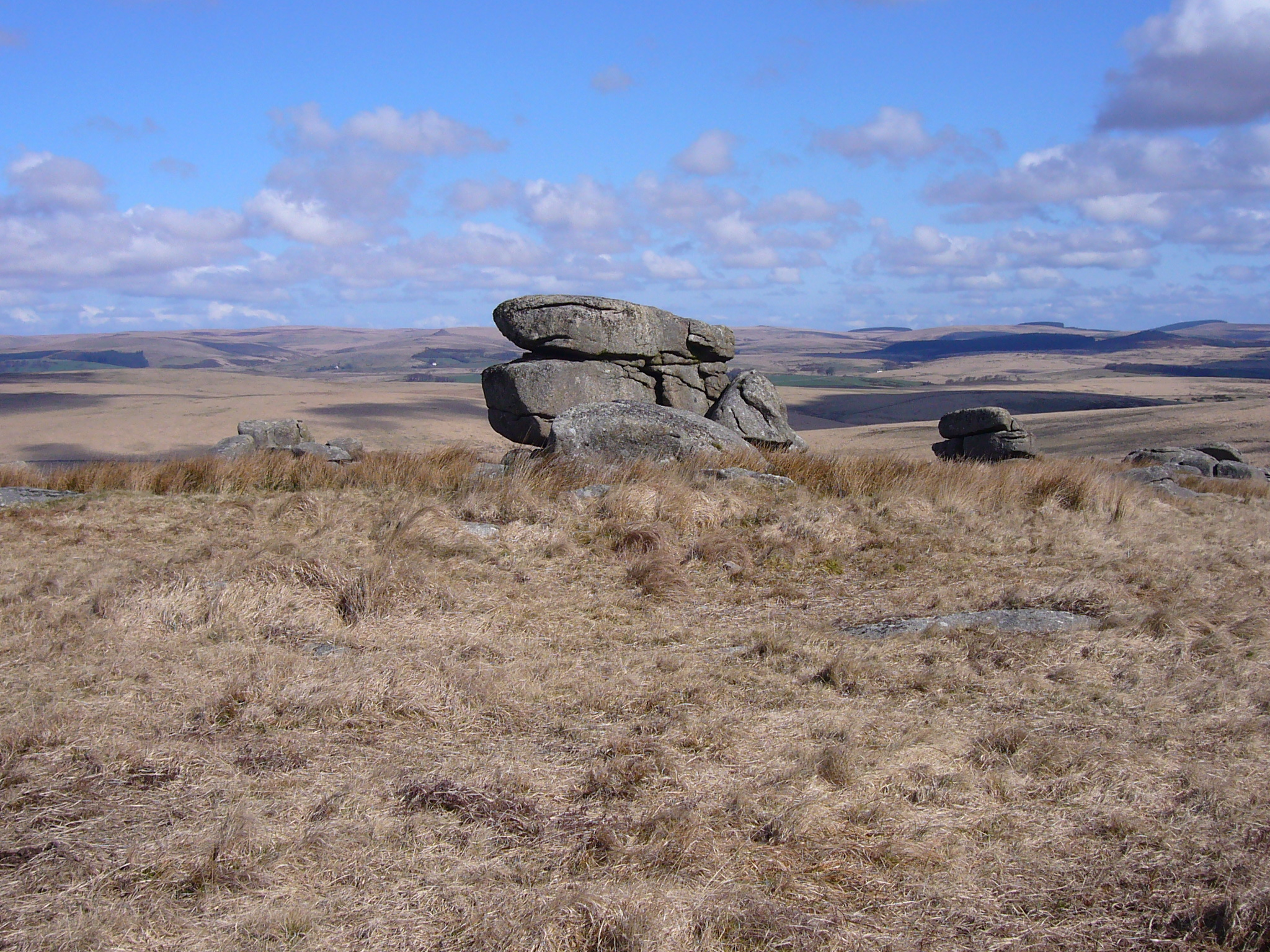
Tor in Dartmoor
Dit moerasachtige land was mogelijk een inspiratiebron voor Grimpen Mire in de roman De hond van de Baskervilles.

De hond van de Baskervilles (originele titel The Hound of the Baskervilles) is een Britse detectiveroman van Sir Arthur Conan Doyle. Het is Conan Doyles derde en bekendste roman met de detective Sherlock Holmes. Het verhaal verscheen oorspronkelijk van augustus 1901 tot april 1902 als een vervolgverhaal in het Engelse tijdschrift The Strand Magazine en werd in 1902 in boekvorm gepubliceerd.
De voorloper van deze roman is eigenlijk de verhalenbundel De memoires van Sherlock Holmes. In het laatste korte verhaal hiervan, The Adventure of the Final Problem, lijkt Holmes te zijn gestorven, maar na dit korte verhaal is de roman toch verschenen. De roman speelt zich vóór het korte verhaal af. Omdat de roman zo populair was dat fans erop stonden dat Conan Doyle Holmes weer terug zou laten keren, werd de verhalenbundel De terugkeer van Sherlock Holmes geschreven, die chronologisch gezien wel het vervolg is op The Final Problem.

## Oorsprong
Conan Doyle schreef De hond van de Baskervilles kort na zijn terugkeer uit Zuid-Afrika, waar hij als vrijwillig arts had gewerkt in het The Langman veldhospitaal in Bloemfontein. Hij werd met de plot geholpen door de 30-jarige journalist Robinson (1870-1907) van de Daily Express. Zijn idee kwam van de legende van Richard Cabell. Diens tombe is te zien in het plaatsje Buckfastleigh.
Richard Cabell leefde in de 17e eeuw en was een lokale landheer in Buckfastleigh. Hij had een passie voor jagen en werd destijds gezien als een 'monsterlijk kwaadaardige man'. Er werd onder andere van hem beweerd dat hij zijn ziel aan de duivel zou hebben verkocht en dat hij zijn vrouw zou hebben vermoord. Na zijn dood op 5 juli 1677 zag men volgens de verhalen regelmatig een mysterieuze roedel honden die zich in de buurt van zijn graf ophielden. Ze zouden geleid worden door de geest van Cabell. Om hier een einde aan te maken, lieten de dorpelingen een groot gebouw rondom de tombe bouwen, die de geest van Cabell vast moest houden.
Conan Doyle baseerde zijn omschrijving van Baskerville Hall op Cromer Hall in Norfolk. Een andere inspiratiebron was het verhaal van Black Shuck, de helhond van Cromer, waar Conan Doyle over hoorde tijdens zijn verblijf aldaar.

## Inhoud
De rijke landeigenaar Sir Charles Baskerville wordt dood gevonden in het park van zijn kasteel in Dartmoor. Hij lijkt aan een hartaanval te zijn overleden, maar volgens zijn beste vriend, Dr. Mortimer, is er meer aan de hand. Volgens hem is Charles het slachtoffer van een bovennatuurlijk wezen, dat in de gedaante van een helhond door het gebied spookt. Enorme hondensporen rond het lijk lijken dit verhaal te bevestigen. Mortimer is bang dat Charles’ erfgenaam, zijn neef Sir Henry Baskerville, in groot gevaar is. Daarom roept hij de hulp van Sherlock Holmes in.
Dr. Mortimer vertelt Holmes en Dr. Watson van de Baskervillevloek, die volgens hem al eeuwenlang op de familie rust. De vloek zou door de wandaden van ene Sir Hugo Baskerville, die ten tijde van Oliver Cromwell leefde, zijn ontstaan. Volgens de verhalen was hij een zeer kwaadaardige en sadistische man. Hij werd verliefd op de dochter van een vrijboer. Hij ontvoerde haar en sloot haar in zijn slaapkamer op. De vrouw kon echter ontsnappen. Toen Hugo dit merkte, riep hij dat hij zijn lichaam en ziel aan het kwaad zou willen geven als hij haar maar kon krijgen. Vervolgens zette hij met zijn jachthonden de achtervolging op haar in. Een paar uur later vonden Hugo’s vrienden de lijken van zowel de vrouw als Hugo. Een grote helhond stond bij Hugo’s lijk, beet diens strot af en verdween ermee in de nacht.
Holmes ontdekt al snel dat Sir Charles op iemand wachtte en concludeert aan de hand van diens voetafdrukken dat hij vlak voor zijn dood wegvluchtte voor iets of iemand. Hij bezoekt vervolgens Sir Henry, die in zijn hotelkamer een cryptische brief heeft ontvangen waarin iemand hem waarschuwt weg te blijven bij het Baskerville-landgoed. De brief is geschreven met uitgeknipte letters, die volgens Holmes uit de krant van de dag ervoor komen. Alleen het woord “moor” is handgeschreven. Na bestudering van de brief concludeert Holmes dat deze door een vrouw is geschreven. Hij vraagt daarom de jongen Cartwright om voor hem de prullenbakken na te zoeken naar een kapotgeknipte krant. Henry merkt verder op dat er een nieuwe schoen van hem is gestolen.
Holmes vraagt Mortimer of Charles wellicht meer familieleden had. Volgens Mortimer had hij nog twee broers. Henry is de zoon van de oudere Sir Henry, die nu in Canada woont. De andere broer is Sir Roger, die bekendstaat als het zwarte schaap van de familie. Hij vertrok uiteindelijk naar Zuid-Amerika, waar hij is gestorven.
Ondanks de waarschuwing op het briefje wil Henry toch Baskerville Hall bezoeken. Wanneer hij Holmes’ huis aan Baker Street verlaat, volgen Holmes en Dr. Watson hem. Ze zien hoe een man met een vals uitziende zwarte baard Sir Henry volgt in een huurrijtuig. Hij vlucht weg wanneer hij Holmes opmerkt, maar die kan nog wel het kenteken noteren. Terug in Sir Henry’s hotelkamer blijkt er weer een schoen van hem te zijn gestolen, dit keer een oude. De gestolen nieuwe schoen wordt al snel weer teruggevonden. Holmes concludeert dat ze met een echte hond te maken hebben en dat iemand de schoenen wellicht wil gebruiken om de hond op Henry’s spoor te zetten. Hij vertelt Mortimer over de man die ze hebben gezien. Volgens Mortimer voldoet Barrymore, de butler van Baskerville Hall, aan Holmes’ omschrijving. Ook praat Holmes met hem over de erfenis. Het blijkt dat als Henry iets overkomt, een zekere James Desmond de volgende in lijn is die de erfenis zal krijgen.
Omdat Holmes nog andere zaken in Londen op moet lossen, gaat Watson met Henry mee naar Baskerville Hall. Later die avond ontvangt Holmes bericht dat Cartwright de verknipte krant niet heeft gevonden en dat Barrymore de hele avond al in Baskerville Hall was. Beide sporen lopen dus dood. James ondervraagt koetsier John Clayton over de man met de baard, maar dit levert weinig op.

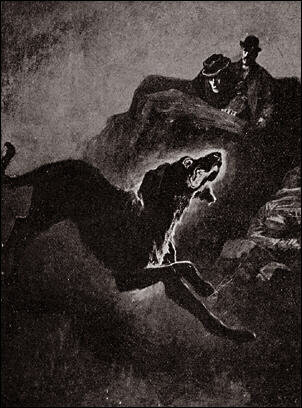
Holmes en Dr. Watson zien de hond.

Dr Mortimer, Watson en Sir Henry vertrekken naar Baskerville Hall. Onderweg lopen ze een aantal soldaten tegen het lijf, die op zoek zijn naar de ontsnapte gevangene Selden. Tijdens zijn verblijf in Baskerville Hall meent Watson een paar keer 's nachts een vrouw te horen huilen. Ook ontmoet hij Jack Stapleton, een naturalist die bekend is met Dartmoor. Hij ontmoet tevens zijn zus, Beryl Stapleton, die erop staat dat Sir Henry het gebied weer verlaat. Watson merkt op dat Beryl en Jack totaal niet op elkaar lijken en vindt het moeilijk te geloven dat de twee broer en zus zijn. Henry wordt tot ongenoegen van Jack op Beryl verliefd.
Holmes komt in het geheim naar Baskerville Hall. Hij heeft ontdekt dat Jack en Beryl Stapleton in werkelijkheid niet broer en zus zijn, maar met elkaar zijn getrouwd. Terwijl ze deze ontdekking bespreken, horen ze een schreeuw van een man die wordt achtervolgd door een hond. Ze vinden even later het dode lichaam van de man, die bij nader onderzoek Selden blijkt te zijn. Hij is de broer van de echtgenote van Barrymore.
De ontknoping volgt wanneer Holmes een portret van Hugo Baskerville ziet en zich door de gelijkenis realiseert dat Jack Stapleton zelf lid is van de familie Baskerville. Hij is de zoon van Rodger Baskerville, de jongere broer van Sir Charles, waarvan iedereen dacht dat hij ongetrouwd en zonder kinderen was gestorven. Dit geeft Jack een motief voor de moorden: met Charles en Henry uit de weg kan hij het familiefortuin opeisen. Hij zit volgens Holmes achter de hond die Charles zou hebben gedood, aangezien hij goed op de hoogte was van de vloek op de familie. Die nacht gaan Holmes en Watson de confrontatie met de hond aan, die net op dat moment Henry aanvalt. Ze schieten het beest op tijd dood en Henry is gered. Wanneer ze vervolgens Jack willen gaan arresteren, blijkt hij te zijn gevlucht. Hij werd voor het laatste gezien toen hij Dartmoor invluchtte en is vermoedelijk omgekomen. In Jacks schuilplaats vinden ze de gestolen schoen en fosfor waarmee Jack de hond zijn duivelse verschijning gaf.

## Verfilmingen
Er is in de loop van de tijd een groot aantal verfilmingen van De hond van de Baskervilles gemaakt.
|    | jaar | titel | land                 | regisseur                    | Holmes                      | Watson             |
| -- | ---- | --- | -------------------- | ---------------------------- | --------------------------- | ------------------ |
| 1  | 1914 | Der Hund von Baskerville, 1. Teil                                                                          | Keizerrijk Duitsland | Rudolf Meinert               | Alwin Neuß                  | geen               |
| 2  | 1914 | Der Hund von Baskerville, 2. Teil - Das einsame Haus                                                       | Keizerrijk Duitsland | Rudolf Meinert               | Alwin Neuß                  | geen               |
| 3  | 1914 | Der Hund von Baskerville, 3. Teil - Das unheimliche Zimmer                                                 | Keizerrijk Duitsland | Richard Oswald               | Alwin Neuß                  | geen               |
| 4  | 1915 | Der Hund von Baskerville, 4. Teil                                                                          | Keizerrijk Duitsland | Richard Oswald               | Alwin Neuß                  | geen               |
| 5  | 1920 | Das dunkle Schloß                                                                                          | Duitsland            | Willy Zeyn                   | Eugen Burg                  | geen               |
| 6  | 1920 | Das Haus ohne Fenster                                                                                      | Duitsland            | Willy Zeyn                   | Erich Kaiser-Titz           | geen               |
| 7  | 1920 | Dr. MacDonalds Sanatorium                                                                                  | Duitsland            | Willy Zeyn                   | Erich Kaiser-Titz           | geen               |
| 8  | 1921 | The Hound of the Baskervilles                                                                              | Verenigd Koninkrijk  | Maurice Elvey                | Eille Norwood               | Hubert Willis      |
| 9  | 1929 | Der Hund von Baskerville                                                                                   | Duitsland            | Richard Oswald               | Carlyle Blackwell           | George Seroff      |
| 10 | 1932 | The Hound of the Baskervilles Volgens de IMDB is de film zoek geraakt, maar de soundtrack bestaat nog wel. | Verenigde Staten     | Gareth Gundrey               | Robert Rendel               | Frederick Lloyd    |
| 11 | 1936 | Der Hund von Baskerville                                                                                   | nazi-Duitsland       | Karel Lamač                  | Bruno Güttner               | Fritz Odemar       |
| 12 | 1939 | The Hound of the Baskervilles                                                                              | Verenigde Staten     | Sidney Lanfield              | Basil Rathbone              | Nigel Bruce        |
| 13 | 1955 | Der Hund von Baskerville                                                                                   | Duitsland            | Fritz Umgelter               | Wolf Ackva                  | Arnulf Schröder    |
| 14 | 1959 | The Hound of the Baskervilles                                                                              | Verenigd Koninkrijk  | Terence Fisher               | Peter Cushing               | André Morell       |
| 15 | 1962 | Bees Saal Baad na 20 jaar                                                                                  | India                | Hemant Kumar                 | -                           | -                  |
| 16 | 1968 | L'Ultimo dei Baskerville                                                                                   | Italië               | Guglielmo Morandi            | Nando Gazzolo               | Gianni Bonagura    |
| 17 | 1968 | The Hound of the Baskervilles delen 1 en 2 van de televisieserie Sherlock Holmes uit 1965                  | Verenigd Koninkrijk  | Graham Evans                 | Peter Cushing               | Nigel Stock        |
| 18 | 1972 | The Hound of the Baskervilles                                                                              | Verenigde Staten     | Barry Crane                  | Stewart Granger             | Bernard Fox        |
| 19 | 1978 | The Hound of the Baskervilles                                                                              | Verenigd Koninkrijk  | Paul Morrissey               | Peter Cook                  | Dudley Moore       |
| 20 | 1981 | The Hound of the Baskervilles Собака Баскервилей                                                           | Sovjet-Unie          | Igor Maslennikov             | Vasilij Livanov             | Vitali Solomin     |
| 21 | 1982 | The Hound of the Baskervilles                                                                              | Verenigd Koninkrijk  | Peter Duguid                 | Tom Baker                   | Terence Rigby      |
| 22 | 1983 | The Hound of the Baskervilles                                                                              | Verenigd Koninkrijk  | Douglas Hickox               | Ian Richardson              | Donald Churchill   |
| 23 | 1983 | Sherlock Holmes and the Baskerville Curse                                                                  | Australië            | Ian McKenzie & Alex Nicholas | Peter O'Toole stem          | onbekend           |
| 24 | 1988 | The Hound of the Baskervilles                                                                              | Verenigd Koninkrijk  | Brian Mills                  | Jeremy Brett                | Edward Hardwicke   |
| 25 | 1995 | The Slobbery Hound                                                                                         | Verenigde Staten     | Fred Holmes                  | Larry Brantley als Wishbone | Ric Speigel        |
| 26 | 1998 | The Hound of the Baskervilles BBC Radio Broadcasting                                                       | Verenigd Koninkrijk  | Enyd Williams                | Clive Merrison              | Michael Williams   |
| 27 | 2000 | The Hound of the Baskervilles                                                                              | Canada               | Rodney Gibbons               | Matt Frewer                 | Kenneth Welsh      |
| 28 | 2002 | The Hound of the Baskervilles voor kinderen                                                                | Verenigd Koninkrijk  | David Attwood                | Richard Roxburgh            | Ian Hart           |
| 29 | 2012 | The Hounds of Baskerville uit Sherlock                                                                     | Verenigd Koninkrijk  | Gatiss en Moffat             | Benedict Cumberbatch        | Martin Freeman     |
| 30 | 2015 | The Adventure of Henry Baskerville and a Dog animeserie                                                    | Japan                | Michiyo Morita               | Koichi Yamadera stem        | Wataru Takagi stem |
| 31 | 2016 | Hounded uit Elementary                                                                                     | Verenigde Staten     | Robert Hewitt Wolfe          | Jonny Lee Miller            | Lucy Liu           |